# Marc Rich
Marc Rich, de son vrai nom Marcell David Reich, né le 18 décembre 1934 à Anvers (Belgique) et mort le 26 juin 2013 à Lucerne (Suisse), est un homme d'affaires de nationalité belge, américaine, israélienne et espagnole, dont les activités sont très controversées.
Il est condamné par la justice américaine pour fraude, extorsion de fonds, délit d'initié, violation d'embargo avec l'Iran en pleine crise des otages, ainsi que pour la plus grande fraude fiscale de toute l'histoire des États-Unis.
Avec plus de 60 chefs d'inculpations, il y risquait jusqu’à 325 ans de prison ferme. Classé parmi les 10 fugitifs les plus recherchés au monde et poursuivi par une unité spéciale du FBI, il trouve refuge en Suisse, pays qui refuse de l'extrader. Il y fonde la multinationale Glencore.
Sa grâce par le président américain Bill Clinton le 20 janvier 2001, son dernier jour en fonction, suscite une immense controverse.

## Biographie

### Origines
Marc Rich est né à Anvers dans une famille juive orthodoxe qui échappe à l'Holocauste. Sa famille émigre aux États-Unis pendant la Seconde Guerre mondiale. Il cumule les nationalités belge, américaine, espagnole et israélienne.

### Carrière
Marc Rich débute à vingt ans dans le métier chez l'une des plus grandes maisons de courtage, Philipp Brothers, devenue par la suite Phibro (en). Il épouse Denise Joy Eisenberg dont les parents, comme ceux de Rich, ont fui le nazisme. Le père de son épouse est un des plus grands fabricants de chaussures des États-Unis.
En 1964, il devient directeur de la filiale espagnole de Philipp Bros, chargée des marchés émergents d'Afrique et d'Amérique du Sud. Le fait de travailler dans l'Espagne franquiste ne provoque chez lui pas d'états d'âme.
En 1967, Rich devient directeur du bureau madrilène de l'entreprise.
En 1973, circule une rumeur selon laquelle l'OPEC a mis en place un embargo sur le pétrole.
Marc Rich, grâce aux contacts dont il dispose auprès de la famille royale iranienne, a pris l'habitude d'envoyer du pétrole iranien aux raffineries espagnoles.
Rich se lie avec l'homme d'affaires Pincus Green (en). Celui-ci est surnommé The Admiral pour sa connaissance légendaire des grands flux portuaires internationaux. Ensemble, ils achètent pour plus de 150 millions de dollars de pétrole. Lorsque l'information arrive au siège de l'entreprise à New York, la direction de Philipp Brothers panique et force Rich à vendre avant l'embargo.

### Poursuites et fuite
En novembre 1979, à la suite de la révolution islamique, plusieurs dizaines de diplomates américains sont pris en otage au sein de leur ambassade.
Pendant ce temps, Marc Rich achète désormais du pétrole aux Ayatollahs, alors que le pays est frappé d'un d'embargo et sans se soucier des cinquante-trois employés de l'ambassade américaine alors pris en otage. Il achète le pétrole au rabais et le revend immédiatement à l'Afrique du Sud en plein régime de l'apartheid et à Israël, deux pays boycottés par Téhéran. Il est pour cela poursuivi aux États-Unis pour violation de l'embargo contre l'Iran.
Le 19 septembre 1983, un grand jury fédéral américain l'accuse de plus de 60 chefs d'inculpation dont :
- fraude ;
- extorsion de fonds ;
- corruption ;
- commerce avec l'ennemi ;
- violation d'embargo ;
- délit d'initié.

Il est également accusé de la plus grande fraude fiscale de toute l'histoire des États-Unis.
Cette condamnation aurait pu lui valoir jusqu'à 325 années de prison. Elle est prononcée par contumace, Marc Rich  et son ami Pincus Green ayant alors fui vers la Suisse. Les Suisses, malgré de fortes pressions diplomatiques, refusent leur extradition demandée en 1984 par les États-Unis, en justifiant des lois fiscales différentes et de l'absence d'un embargo entre la Suisse et l'Iran.
Les États-Unis placent sur sa tête une prime de 500 000 dollars. Il est placé sur la liste des 10 criminels les plus recherchés au monde  et une équipe du FBI est montée pour le traquer. Il échappe de justesse à la capture en Finlande, en Allemagne, en Grande-Bretagne et en Jamaïque.
Un conseiller municipal de Zoug raconte qu'il refuse de sortir de son bureau sans la protection de gardes du corps formés par le Mossad.

### Amnistie controversée
Le 20 janvier 2001, quelques heures avant que Bill Clinton ne quitte la présidence, un de ses derniers actes officiels est de gracier Marc Rich. Cette amnistie présidentielle déclenche un immense scandale,. Le scandale est amplifié lorsque la presse révèle que Denise Einsenberg Rich, ex-épouse de l'homme d'affaires, a fait un don de un million de dollars à la nouvelle bibliothèque présidentielle de Bill Clinton et à la campagne de Hillary Clinton. L'ancien Président républicain George Bush condamne la décision. Plusieurs élus démocrates et alliés politiques des Clinton les lâchent.

« Il n'y a pas le moindre doute que l'argent que Rich a distribué a joué un rôle clé dans ce pardon qu'il a reçu. C'est une vraie honte. »

— Jimmy Carter
Sous le feu des critiques, Bill Clinton tente de se justifier dans une longue tribune au New York Times. Il affirme que, selon plusieurs universitaires qu'il a consultés, Rich n'a pas commis de réels crimes. Il affirme aussi avoir subi d'importantes pressions des dirigeants d'Israël ainsi que de leaders juifs américains et européens. Ces propos déclenchent un tollé au sein de la communauté juive.

« Ils ont demandé un truc à Clinton. Clinton a accepté. Et maintenant ils disent, ne faites pas de nous des boucs émissaires. Les dirigeants ne devraient pas réagir aussi violemment aux propos de Clinton, ils devraient plutôt se remettre en question. La vérité, c'est que dans cette histoire, la communauté juive s'est faite acheter. C'est un fiasco moral absolu. »

— Eric Yoffie, Président du mouvement des Congrégations Hébraiques
Une enquête du Congrès est ouverte pour déterminer ce qui a pu se passer. Le directeur de l'association nationale contre l'antisémitisme est interrogé. Il présentera ses excuses, affirmant que la philanthropie de Rich a joué un rôle dans la lettre qu'il a signé.
L'affaire se poursuit lorsque le Congrès ouvre une deuxième Commission d’Enquête et fait convoquer les anciens responsables de la Maison Blanche. Malgré sa grâce, Marc Rich affirme qu'il ne reviendra plus jamais aux Etats-Unis et il s'entoure en permanence de gardes du corps.
En 2008, il perd 15 millions de dollars dans le scandale pyramidal de Bernard Madoff.

### La multinationale Glencore
En Suisse, Marc Rich se relance dans le business des matières premières. Il installe le siège de sa nouvelle société, Glencore, à Zoug.
L'entreprise rencontre des difficultés de financement puisque aucune banque commerciale n'ose financer cet homme dans le viseur du FBI.
Malgré cela, sous la protection de la Suisse, Glencore devient en 20 ans une des plus grandes multinationales, dégageant plus de 10 milliards de dollars de chiffres d'affaires. Marc Rich devient également l'un des principaux promoteurs du mécanisme des préfinancements pétroliers qui permet à un pays africain de s'endetter sur ses revenus pétroliers. En 2000, son nom est cité dans le scandale pétrole contre nourriture selon le rapport rédigé par Paul Volcker (Rapport Volcker), pour avoir versé des commissions occultes à Saddam Hussein.
Le groupe évolue avec une petite centaines de cadres financiers de haut niveau. L'ambiance y est décrite comme agressive et brutale. C'est lvan Glasenberg, qui est  progressivement promu au top management par Marc Rich puis directeur de Glencore.
Au tournant des années 2000, Glencore est un géant mondial actif dans le pétrole, le gaz, le charbon, l'aluminium, l'acier, la bauxite, l'or, l'argent, le riz et le blé.
En 2011, The Guardian qualifie Glencore de l'entreprise la plus importante dont presque personne n'a entendu parler.
En 2017, le journal Le Temps estime que Weyer et Rich sont le couple qui a transformé la Suisse en une puissance pétrolière. La même année, son nom est cité dans les révélations des Paradise Papers.

### Livre
En 2009, il accepte de se confier au journaliste suisse Daniel Ammann qui publie sa biographie intitulée The King of Oil. Selon le journaliste, « Marc Rich s'est rendu compte que le temps pressait pour donner sa version des faits après des décennies de silence. S'il reconnaît qu'ignorer les médias a été une erreur, il n'a jamais fait preuve du moindre remords lors de nos rencontres ».
Marc Rich affirme qu'il a assuré entre 60 % et 80 % des besoins en pétrole d'Israël entre 1973 et 1993. Il reconnaît avoir fourni au Mossad, les services secrets israéliens, des informations collectées par ses émissaires en Syrie, en URSS et en Iran.

## Philanthropie
Dans sa déclaration de président de la fondation qui porte son nom, Marc Rich disait « soutenir des programmes qui promeuvent l'excellence et ont des éléments d'innovation sociale et culturelle ainsi que de créativité pour élever la qualité de vie de l'individu et de la société civile. » Il ajoutait qu'il était dévoué au peuple juif et à l'État d'Israël.